# 賈稜
賈稜（?—?），長樂（今河北冀縣）人。字號不詳。
唐德宗貞元八年（792年）壬申科狀元及第。同榜歐陽詹名列第二、韓愈為第三，還有崔群、庾承宣、王涯、馮宿、李觀、李絳等，皆一時才俊，時称龙虎榜。官至大理评事。